# Glenea glaucescens
Glenea glaucescens é uma espécie de escaravelho da família Cerambycidae. Foi descrito por Per Olof Christopher Aurivillius em 1903 e é conhecida a sua existência em Sulawesi.

## Variedades
- Glenea glaucescens var. flavicans Breuning, 1958
- Glenea glaucescens var. flavithorax Breuning, 1958
- Glenea glaucescens var. glaucans Breuning, 1958
- Glenea glaucescens var. olivescens Breuning, 1958
- Glenea glaucescens var. partealbescens Breuning, 1958
- Glenea glaucescens var. stramentosus Breuning, 1958